# State of Decay (videogioco)
State of Decay è un videogioco survival horror del 2013, sviluppato da Undead Labs e pubblicato da Microsoft Games Studios per Xbox 360, Xbox One e Windows.
Il gioco è stato commercializzato in tutto il mondo a partire dal 5 giugno 2013 per Xbox 360 e dal 5 novembre 2013 per Windows; il 28 aprile 2015 ne è stata realizzata anche una versione per Xbox One comprendente i due DLC del gioco (Breakdown e Lifeline).

## Trama
Marcus Campbell, di ritorno da una battuta di pesca con l'amico Ed Jones, scopre che il mondo intero è degenerato a causa di un'apocalisse zombi. Raggiunta la stazione del ranger della Trumbull Valley, i due trovano ad ospitarli Thomas Ritter ed un piccolo gruppo di sopravvissuti, i quali però vengono attaccati da un'orda di zombi e si trasformano prima di poter essere portati in salvo.

## Modalità di gioco
State of Decay è incentrato sulle tattiche di sopravvivenza da un'apocalisse zombi: stealth, evasione, distrazioni, costruzione di basi, convivenza di una comunità, raccolta di risorse ed esplorazione della mappa. Il giocatore può scegliere tra una grande varietà di luoghi per costruire una base per il gruppo; possono essere realizzate strutture come torri d'osservazione, giardini, accampamenti, cucine, laboratori, baie mediche e barricate per difendersi dalla popolazione infetta.
Il gioco è ambientato in una mappa sandbox di 16 km² (a causa di montagne ed altri elementi naturali lo spazio percorribile è circa la metà) in cui le scelte del protagonista hanno un impatto permanente sulla partita; esiste infatti una progressione dinamica grazie alla quale il mondo continua ad evolversi anche quando il giocatore non è collegato: i sopravvissuti alleati nelle basi continuano ad utilizzare e raccogliere provviste, riparare armi ed esplorare le zone circostanti.

## Contenuti scaricabili

### Breakdown
Il 5 novembre 2013, in concomitanza con la pubblicazione di State of Decay su Windows, Undead Labs ha pubblicato anche un DLC intitolato Breakdown, che aggiunge una modalità sandbox in cui il giocatore è a capo di un gruppo di sopravvissuti che deve riparare un camper per poter fuggire dalla Trumbull Valley.

### Lifeline
Il 30 marzo 2014 Undead Labs ha pubblicato il secondo DLC del gioco, intitolato Lifeline. Il giocatore veste i panni di un'unità militare nella cittadina di Danforth e ha l'obiettivo di proteggere un gruppo di sopravvissuti abbastanza a lungo da poterli mettere in salvo.

## Sviluppo
State of Decay è stato annunciato nel febbraio del 2011, con il nome di Class3, come un'esclusiva di Xbox 360. Jeff Strain, fondatore di ArenaNet e co-fondatore di World of Warcraft, voleva sviluppare un videogioco in cui il giocatore potesse mettersi alla prova creando i propri piani di sopravvivenza agli zombi; cominciò quindi lo sviluppo del gioco utilizzando il CryEngine 3.
Il 16 maggio 2013 Undead Labs annunciò che il gioco, nel frattempo rinominato State of Decay, era entrato nel processo di certificazione finale ed era stato sottoposto ad alcuni test da Microsoft.

## Seguito
Il seguito, State of Decay 2, è stato annunciato durante la Electronic Entertainment Expo del 2016 ed è stato pubblicato il 22 maggio 2018 per Xbox One e Windows.